# ベラミー式敬礼

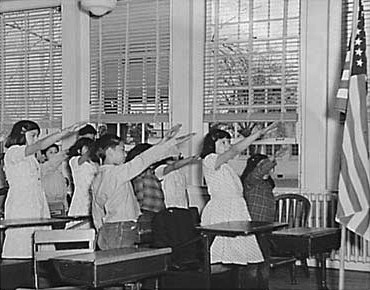
アメリカ合衆国旗に敬礼する子供たち、1941年

ベラミー式敬礼（ベラミーしきけいれい、英: Bellamy salute）は、アメリカのキリスト教社会主義者であるフランシス・ベラミーが1892年に起草した忠誠の誓いの暗誦の際に行うものとして定めた敬礼である。忠誠の誓いとともに行われていた時期には、「国旗礼（flag salute）」と呼ばれることもあった。国旗に正対し、右手を掌を上に向けた状態で前方に掲げる姿勢を取るものであったが、やがて掌を下に向けるように変わっていった。これは1920年代から1930年代にかけて、イタリアのファシスト党が採用したローマ式敬礼と、ドイツのナチ党がそれにならって採用したナチス式敬礼（ローマ式敬礼は古代ローマで行われていたものと広く信じられていたが、実際にはそのような事実はない）と非常によく似ており、ファシズムが勢力を拡大するにつれてアメリカ国内でベラミー式敬礼を行うことの是非が争われるようになった。結局、1942年12月22日にアメリカ合衆国議会が国旗規則を改正し、忠誠の誓いの際にはベラミー式敬礼に代えて右手を左胸に置くように改められた。

## 歴史

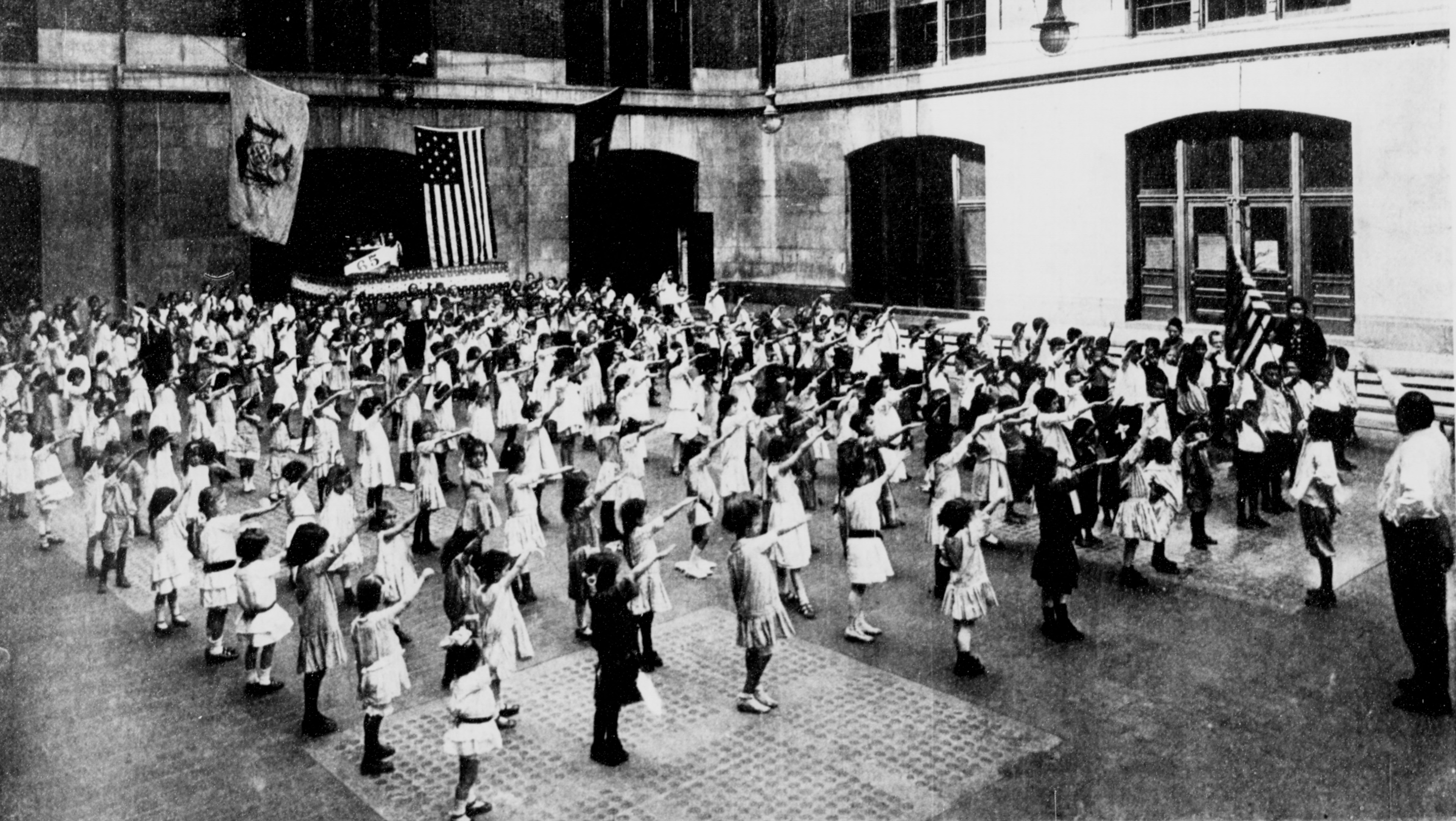
合衆国旗に敬礼する学童（1915年9月）

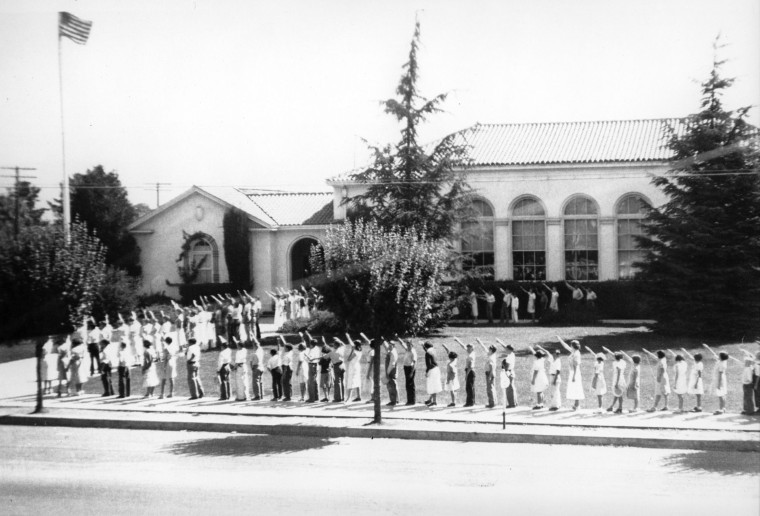
カリフォルニア州モーガンヒルの学校前で合衆国旗に敬礼する生徒（1930年代）

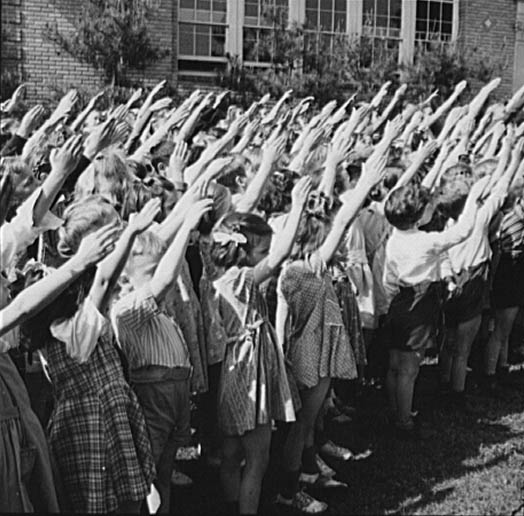
合衆国旗への忠誠を誓う生徒（1942年5月）

ベラミー式敬礼を考案したのは、アメリカの子供向け雑誌ユースズ・コンパニオンの編集者であったジェームズ・B・アップハムである。ベラミーは、忠誠の誓いを読み上げたときにアップハムが「旗が掲揚されていく。私は敬礼し、「我が旗に忠誠を誓う」と言う。私は右手を伸ばし、それを挙げたままで誓いの言葉を言う。」と言って敬礼の姿勢を取って踵を合わせたと回想している。
ベラミー式敬礼は、クリストファー・コロンブスのアメリカ大陸発見400周年を記念するコロンブス・デーの全国公立学校コロンブス記念企画の一部として発表され、1892年10月12日に初めて行われた。
1920年代にイタリアのファシスト党は古代ローマをモデルにしてイタリアを再興したという自らの主張の象徴として、ローマ式敬礼を採用した。ドイツのナチ党もこれにならってナチス式敬礼を採用した。ファシストが採用したこれらの敬礼とベラミー式敬礼がよく似ていることから、アメリカ国内ではベラミー式敬礼の使用の是非について論争が起きるようになった。各州の教育委員会は混同を避けるために国旗礼の際のジェスチャーを変更したが、合衆国国旗協会やアメリカ革命の娘からは「他国で同様のジェスチャーが採用されたからと言って、アメリカ国民が伝統ある敬礼の変更を迫られるのは不適切である」として反発を受けた。
1939年に第二次世界大戦が始まってから真珠湾攻撃でアメリカが参戦するに至るまでの時期には、この敬礼を槍玉にあげて非戦派の評判を落とすプロパガンダがよく行われた。このような攻撃を受けた人物の一人としてチャールズ・リンドバーグがいる。リンドバーグはアドルフ・ヒトラーの支持者ではなかったが、ナチス式敬礼をしているようにみえる写真が残っており、これは実際にはベラミー式敬礼を行っている際に撮られたものである。1998年の伝記「リンドバーグ」でピューリッツァー賞を受賞したA・スコット・バーグの説明によれば、主戦派の活動家はアメリカ合衆国国旗が映らないような角度からリンドバーグや非戦派の論客を撮影するのがつねであり、そのため彼らはナチス式敬礼をしているかのように見えているのである。

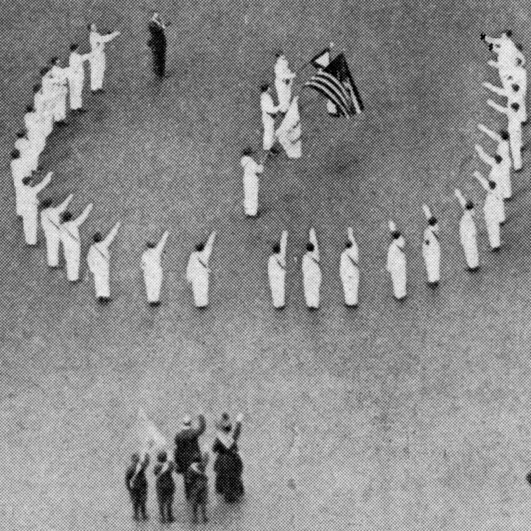
1917年、ニューヨーク5番街で行われたベラミー式敬礼の様子

1942年6月22日、米国在郷軍人会と外征退役軍人会の要請により、アメリカ合衆国議会は公法77-623を可決した。これは、国旗への忠誠を示し、宣誓するための作法を定めるもので、「起立し、右手を心臓の上に置くか、右手の掌を上に向けて「国旗に正対（'to the flag'）」の号令に合わせて旗に向かって伸ばし、これを保持して誓約を行うこと。誓約が終わったら手を横に下ろす」と規定されている。このとき、議会ではベラミー式敬礼の使用を巡る論争について議論や考慮は行われなかった。その後、1942年12月22日には公法77-829が可決されて見直しが行われ、誓約は「起立し、右手を心臓の上に置いて行う」ものとされた。

## 関連書籍
- Berg, A. Scott (September 1, 1999). Lindbergh. New York City: Berkley Trade. ISBN 978-0425170410 2015年1月13日閲覧。